# Praecones
Los praecones eran los heraldos o pregoneros en la Antigua Roma.
Constituían una clase de apparitores o empleados subalternos al servicio de los magistrados. Estaban organizados en corporación, subdividida en decurias y presididida por una junta. Tenían como misión convocar los contia, llamar a las centurias y a las tribus en los comicios para que emitiesen su voto y proclamar el resultado del escrutinio, y en caso de elección, el nombre de los elegidos; convocar a los senadores para las reuniones del Senado; llamar a las partes y a los testigos para los juicios; anunciar las ventas sub hasta y repetir las posturas, colocándose para ello al lado del asta; proclamar a los vencedores y coronarlos, en los juegos públicos, e imponer silencio con la fórmula solemne favete linguis en las asambleas y ceremonias religiosas.